# Saturazione di IPv4

Cronologia della saturazione di IPv4

Con l'aumento del numero di dispositivi connessi a Internet la capacità di indirizzamento della attuale versione (la numero 4) del protocollo IP (Internet Protocol) si sta rapidamente consumando; questo problema viene generalmente chiamato saturazione degli indirizzi IPv4.
Nei media, soprattutto quelli di lingua anglosassone, il problema è anche indicato come IPcalypse (o come ARPAgeddon). Gli ultimi cinque blocchi /8 di indirizzi IPv4 sono stati assegnati dallo IANA il 3 febbraio 2011.
Una delle possibili soluzioni già in applicazione è rappresentata dall'utilizzo di indirizzi IPv6, che consentono un numero di utenze distinte pari a {\displaystyle 2^{128}} (invece dei {\displaystyle 2^{32}} degli IPv4); inoltre sono state elaborate soluzioni decentralizzate come l'utilizzo del NAT a livello di ISP.

## Il problema
Un indirizzo IPv4 utilizza 32 bit e può quindi identificare un massimo di {\displaystyle 2^{32}} indirizzi distinti. Per ragioni amministrative e tecniche (soprattutto collegate a esigenze di routing), gli indirizzi IPv4 sono raggruppati in blocchi di dimensione che si limita a essere una potenza del 2; questo ovviamente spreca un certo numero di indirizzi per ogni sottorete che abbia un numero diverso di postazioni. Inoltre una parte, seppur minoritaria, degli indirizzi IP non è facilmente utilizzabile perché scelte tecniche li hanno riservati per usi come indirizzi privati di rete locale, loopback address, multicast e altri usi futuri; aggirare queste limitazioni richiederebbe un sostanziale re-engineering per aumentare lo spazio degli indirizzi disponibili. Infatti, alcune assegnazioni di indirizzi IPv4 fatte tanto tempo fa (negli anni 1970 ad esempio), quando era disponibile solo l'indirizzamento a classi con {\displaystyle 2^{24}} possibili indirizzi (chiamate originariamente "classi A" e "/8" nella attuale nomenclatura CIDR), portò alcune istituzioni che erano coinvolte nello sviluppo di Internet ad avere una disponibilità di indirizzi sproporzionata. Il MIT, ad esempio, ha un intero blocco /8 assegnato ({\displaystyle 2^{24}} indirizzi, circa lo 0,39% di tutti gli indirizzi disponibili con il vecchio sistema.)

## Storia e contromisure
Nei tardi anni ottanta erano gestite solo tre grandezze di blocchi (/8, /16 e /24); poiché parecchie istituzioni erano troppo grandi per un intervallo /24, questo portò a un rapido esaurimento dei blocchi /16 e ci fu il timore che lo spazio di indirizzi IPv4 sarebbe stato esaurito completamente entro il 2000. Ciò ha portato a un numero di misure per razionare l'indirizzamento IPv4, tra cui:
- CIDR, che permette di usare reti con un numero di host che sia qualsiasi potenza del 2 (più flessibile delle potenze del 256 usate con il sistema a classi)
- più stretto controllo degli uffici regionali di registrazione per l'assegnazione di indirizzi IP
- ri-numerazione di rete, per recuperare ampi blocchi di indirizzi assegnati e non utilizzati
- DHCP, per un'assegnazione dinamica di indirizzi per uso temporaneo
- NAT, che permette a un ampio numero di host disposti dietro un dispositivo NAT di utilizzare un solo indirizzo IP pubblico (a prezzo, però, di limitazioni o complicazioni nella connettività "in entrata")
- IPv6, la nuova versione di Internet Protocol, con più indirizzi IP, che affianca IPv4 dal 2012.

La soluzione a lungo termine per risolvere il problema è la transizione a IPv6, con i suoi indirizzi a 128 bit; questa transizione, benché necessaria, è comunque un processo lungo e complesso e richiede molto tempo.

### Nuove cause
Le nuove richieste per dispositivi always-on come ADSL e cable modem e la proliferazione di dispositivi mobile wireless come computer portatili, PDA e telefoni cellulari, stanno mettendo pressione a questo problema di esaurimento IP. Allo stesso momento popolose regioni dell'Asia come l'India e la Cina stanno rapidamente crescendo ed è chiaro che presto ci saranno più di 4 miliardi di dispositivi privati always-on connessi a Internet.

## Anni 2000 e 2010
L'unità di assegnamento di più alto livello degli indirizzi IPv4 è un blocco /8, quindi approssimativamente 16 milioni di indirizzi. Ad aprile 2004, 160 blocchi /8 erano già stati assegnati su un massimo di 255.
Il 3 febbraio 2011 la ICANN ha assegnato definitivamente gli ultimi blocchi di indirizzi IP.